# 七莘路
31°09′48″N 121°20′25″E / 31.16334°N 121.34036°E
 七莘路，曾名 七莘公路，是中國上海市闵行区的一条道路，以七宝镇、莘庄镇取首字命名。

## 历史
1956年前后，为配合农业合作化和农业机械化，上海县兴筑七莘公路、上泗公路（ 沪松公路的七宝镇—泗泾镇段）等一批机耕路，以适用于拖拉机等农业机械运输和农田作业，当时长度是5.96千米。1975年9月，七莘路八号桥至沪闵路裁弯取直。
2010年，为修建虹桥综合交通枢纽，七莘路延伸到北翟路，道路上方修建虹渝高架路、虹翟高架路；并在虹桥机场二号航站楼下方修建七莘路隧道，以便道路穿越航站楼。

## 沿路主要设施[5]
- 闵行区教育局
- 上海市第二体育运动学校
- 闵行区民政局
- 闵行区卫生和计划生育委员会
- 莘庄镇人民政府
- 莘庄商务区
- 上海地铁12号线七莘路站
- 上海交通大学七宝校区（原上海农学院）
- 七宝老街
- 七宝商圈、上海地铁9号线七宝站
- 虹桥综合交通枢纽：虹桥机场2号航站楼、虹渝高架路、虹翟高架路、仙霞西路隧道

## 主要交会道路（北向南）
- 北翟路（ 北翟高架路）接华江路
- 天山西路
- 宁虹路（仙霞西路隧道）
- 申滨南路
- 沪青平公路
- 虹春路（ 沪渝高速）
- 沪星路
- 吴中路
- 漕宝路/沪松公路
- 顾戴路
- 闵松公路（ 沪昆高速）
- 沪闵公路、莘松路

## 轨道交通
- 虹桥枢纽：2-10-机联嘉闵示范区虹桥2号航站楼站
- 沪星路口：嘉闵沪星路站
- 漕宝路口：9-嘉闵七宝站
- 顾戴路口：12-嘉闵七莘路站
- 沪闵公路附近：嘉闵莘建路站

## 备注
1. ↑  沪青平公路以南为县道，以北为虹桥枢纽配套延伸道路，为市政道路